# Samuel Capricornus
Samuel Capricornus (vlastním jménem Samuel Friedrich Bockshorn; 21. prosince 1628, Žerčice – 10. listopadu 1665, Stuttgart) byl český hudební skladatel a kapelník německé řeči, působící v Uhrách a ve Švábsku.

## Život
Vyrůstal v rodině evangelického pastora aušpurského vyznání, a to v průběhu třicetileté války, která obrátila náboženskou strukturu celé společnosti a přinutila mnohé k dlouhému putování za svobodou vyznání. Vždyť například Capricornovy rodné Žerčice byly roku 1639 při vpádu Švédů do Čech zcela vypáleny, obyvatelé se rozprchli do okolí a mnozí z nich se již nevrátili. V roce 1640 Capricornus proto studuje na gymnáziu v uherské Šoproni, později teologii ve Slezsku. Po krátkém pobytu ve Štrasburku a Vídni se v roce 1649 uchytil jako soukromý učitel v rodině lékaře W. Raygera v Bratislavě. 10. října 1651 se tam oženil s dcerou evangelického faráře z Košic E. Knogleriuse, s níž měl čtyři děti.
V březnu 1651 byl jmenován učitelem hudby na evangelickém gymnáziu a brzy nato „Director Musicae” v Dreifaltigkeitskirche v Bratislavě. Většina jeho tvorby pochází právě z bratislavského období. Byl výjimečně plodným skladatelem, psal díla téměř všech žánrů. Během svého působení v Bratislavě napsal Capricornus 112 skladeb, mnohé z nich publikoval ve svých sbírkách „Opus Musicum” (1655, ve své době jedna z nejrozšířenějších sbírek liturgické vokálně instrumentální hudby) a „Jubilus Bernhardi” (1660), některé byly vydány i posmrtně v „Opus aureum missarum” (1670). V Bratislavě Capricornus vedle svých skladeb prováděl také díla italských a německých mistrů (G. A. Rigatti, Claudio Monteverdi, Alessandro Grandi, Giacomo Carissimi, Heinrich Schütz, Heinrich Schein, Michael Praetorius). O vysoké úrovni hudby na jeho kůru můžeme soudit z dochovaných inventářů hudebnin.
V dubnu 1657 Capricornus opustil Bratislavu, aby se stal dvorním kapelníkem württemberského vévody Eberharda III. ve Stuttgartu. Ve svém dopise na rozloučenou to zdůvodňuje zdravotním stavem, bratislavští jej na oplátku ve svém děkovném dopise označují (za hudebníka) „s jedinečnou … takovou pílí, že bychom jej rádi měli o moc déle.” Je ale pravděpodobné, že hlavním důvodem było náboženské klima v rakouské monarchii.
Ve Stuttgartu Capricornus nalezl příznivé podmínky k tvorbě a skladatelské činnosti. Z té doby pochází zajímavý dokument – polemika s jiným stuttgartským hudebníkem Ph. Boedeckerem, který Capricorna napadá, ten ale svůj skladatelský styl brání a dává za své vzory skladatele jako G. Valentini a Antonio Bertali. Capricornus udržoval kontakt s významnými hudebními osobnostmi své doby. Korespondoval s A. Kircherem a Heinrichem Schützem, který se o jeho dílech vyjádřil jako o „opera virtuosa”. Jeho skladby se dostaly i do rukou G. Carissimiho, který provedl některé z nich v St. Apolinarkirche.

## Dílo (výběr)
- Adeste omnes fideles, Edition Musica Poetica, St. Peter-Ording 2008
- Audio Domini Deus meus, Cornetto-Verlag, Stuttgart 2008
- Beati immaculati in via, Cornetto-Verlag, Stuttgart 2008
- Ciacona für Violine, Viola da gamba und B.c., Cornetto-Verlag, Stuttgart 2006
- Continutiatio theatri musici, Bencard, Würzburg 1669
- Deus docuisti me, Cornetto-Verlag, Stuttgart 2003
- Geistliche Concerten, Endter, Nürnberg 1658
- Geistlicher Concerten ander Theil, Stuttgart 1665
- Erster Theil Geistlicher Harmonien, Johann Weyrich Rösslin, Stuttgart 1659
- Ander Theil Geistlicher Harmonien, Johann Weyrich Rösslin, Stuttgart 1660:
  - Das ist meine Freude, Edition Musica Rinata, Ditzingen 2000
  - Ich habe den Herrn, Cornetto-Verlag, Stuttgart 2004
- Geistliche Harmonien Teil 3:
- Dritter Theil Geistlicher Harmonien, Johann Weyrich Rösslin, Stuttgart 1664
  - Es stehe Gott auf, Edition Musica Rinata, Ditzingen 2002
  - Ich bin schwarz, aber gar lieblich, Carus-Verlag, Leinfelden-Echterdingen 1998
  - Ich weiss, dass der Herr Gott ist, Edition Musica Rinata, Ditzingen 2000
  - Singet Gott, lobsinget seinem Namen, Edition Musica Rinata, Ditzingen 2003
- Jauchzet dem Herrn, Cornetto-Verlag, Stuttgart 2004
- Jubilus Bernhardi für SSATB, 4 Violen und B.c., Endter, Nürnberg 1660, Strube Verlag, Berlin 2003
  - Jesus dulcis memoria
  - Jesu spes poenitentibus
  - Jesu dulcedo Cordium
  - Jesum quaeram in lectulo
  - Cum Maria Diluculo
  - Jesu Rex admirabilis
  - Mane nobiscum Domine
  - Amor Jesu dulcissimus
  - Jesum omnes agnoscite
  - Jesus autor clementiae
  - Jesus mi bone sentiam
  - Tua Jesu dilectio
  - Jesu Decus Angelicum
  - Amor tuus continuus
  - Jesu summa benignitas
  - O Jesu mi dulcissime
  - Jesus cum sic diligitur
  - O beatum incendium
  - Jesu Flos matris Virginis
  - Jesu sole serenior
  - Mi dilecte reverete
  - Coeli cives occurrite
  - Rex virtutum
  - Jesus in pace imperat
- Missa in F für Sopran, Alt, Tenor, Bass, 2 Violinen und B.c., Cornetto-Verlag, Stuttgart 2003
- Opus aureum missarum, Bencard, Frankfurt 1670
- Opus musicum, Christoff Gerhard, Nürnberg 1655
- Quae fata spes vè fingo?, Cornetto-Verlag, Stuttgart
- Quis dabit capiti meo aquam, Cornetto-Verlag, Stuttgart 2008
- Raptus Proserpinae, Oper
- Scelta musicale, Ammon, Frankfurt 1669
- Sonata in e für Violine und b.c.
- Surrexit pastor bonus, Edition Musica Poetica, St. Peter-Ording 2008
- Tafelmusik
- Continuatio der Tafelmusik
- Theatrum musicum, Bencard, Würzburg 1669, Faksimile bei Cornetto-Verlag, Stuttgart
- Willkommen, edles Knäblein, Edition Musica Rinata, Ditzingen 2000
- Zwey Lieder von dem Leyden und Sterben Jesu, Christoff Gerhard, Nürnberg 1660, Faksimile bei Cornetto-Verlag, Stuttgart